# René Mouterde (paléontologue)
Ne pas confondre avec René Mouterde (archéologue).
René Gabriel Marie Mouterde, né le 16 octobre 1915 à Ambérieu-en-Bugey et mort le 28 juillet 2007 à Vienne, est un prêtre jésuite, géologue et paléontologue français.

## Biographie
Après les études à Issy-les-Moulineaux et à Lyon, il est ordonné prêtre le 29 juin 1941 à Lyon. En 1942 il obtient une licence de théologie. En 1943 on lui confie la recréation du Laboratoire de Géologie des Facultés catholiques de Lyon. Ses précepteurs sont Marcel Thoral, Gaston Delépine, Gonzague Dubar et Frédéric Roman. En 1951 il soutient sa thèse de doctorat sur la stratigraphie du Lias des bordures du Massif Central; publiée en 1953, elle obtient le prix Fontannes de la Société géologique de France. Professeur titulaire dès 1951, il assure pendant 40 ans la direction du Laboratoire de Géologie des Facultés catholiques de Lyon; il a aussi assumé la fonction du doyen. A partir de 1967 il est directeur de recherches au CNRS. En 1988 il devient membre de l'Académie des Sciences, Belles-Lettres et Arts de Lyon. Entre 1990 et 2007 il est curé des paroisses de Chuyer et de La Chapelle-Villars dans la Loire ; sa tombe se trouve à Chuyer.

## Travaux scientifiques

### Signification pour l’histoire des Sciences de la Terre
Ses recherches ont porté sur la stratigraphie et la paléontologie du Lias et de la partie inférieure du Dogger, en particulier du Portugal. Il fut le premier à présenter une biozonation du Lias portugais. Il décrivit plusieurs espèces nouvelles d’ammonites, avant tout du Pliensbachien. Il assura la coordination de la publication de l’atlas des fossiles caractéristiques du Jurassique du Portugal,,.
Il travailla entre autres sur la coupe de Peniche, devenue depuis le stratotype mondial (GSSP) de la limite Pliensbachien–Toarcien.
Au total, il fut auteur ou co-auteur d’environ 300 publications dont plus de 90 concernent le Jurassique portugais.

### Publications choisies
- Études sur le Lias et le Bajocien des bordures nord et nord-est du Massif Central français (1953)[11]
- Le Lias de Peniche (1955)[9]
- Synthèse paléogéographique du Jurassique français (co-auteur, 1980)[12]
- Précisions stratigraphiques et évolution sédimentaire de la bordure nord du Haut Atlas central (Maroc) au cours du Lias–Dogger (co-auteur, 1989)[13]
- Les Brachiopodes toarciens de la rampe carbonatée de Tomar (Portugal) (co-auteur, 1996)[14]

## Éponymie
Le genre d’ammonites Mouterdeiceras Elmi & Rulleau, 1995 est nommé en son honneur, de même que plusieurs espèces d’ammonites, par ex. Metaderoceras mouterdei (Frebold, 1970), nautiloïdes (Cenoceras mouterdei Tintant, 1990) et brachiopodes [Stiphrothyris (?) mouterdei Alméras, 1992].